# Eduard Herzog
Eduard Herzog (Schongau, 1º agosto 1841 – Berna, 26 marzo 1924) è stato un vescovo vetero-cattolico svizzero.

## Biografia
Figlio di un agricoltore, frequentò dal 1855 la scuola superiore a Lucerna, cominciando lì a studiare Teologia; continuò gli studi in questa materia sotto Karl Joseph von Hefele all'Università di Tubinga, e nel 1866 all'Università di Friburgo. L'anno seguente, il 16 marzo, ricevette l'ordinazione, e approfondì gli studi presso l'Università di Bonn (dove fu allievo, tra gli altri, di Franz Heinrich Reusch). Nel 1868 cominciò quindi a insegnare Esegesi biblica e Storia della Chiesa alla scuola di teologia di Lucerna. Durante la Guerra franco-prussiana servì come ministro di campo nel Giura bernese nell'estate del 1870.
Dall'aprile del 1870 alla fine dello stesso anno diresse un giornale di cattolici critici da lui stesso fondato, chiamato Katholische Stimme aus den Waldstätten.
In reazione alla decisione del Concilio Vaticano I sull'Infallibilità papale, espresse le sue opinioni di opposizione al Congresso vetero-cattolico internazionale che si tenne a Colonia tra il 19 e il 22 settembre 1872 e scrisse una lettera di addio indirizzata al vescovo Eugène Lachat e pubblicata sul giornale bernese Der Bund. Poco dopo, dal 27 settembre, servì come presbitero vetero-cattolico in una parrocchia di Krefeld, e il 9 marzo 1873 fu trasferito a Olten su suggerimento di Walther Munzinger. Nel 1876 divenne pastore presso la chiesa dei santi Pietro e Paolo a Berna e professore alla neonata Facoltà di Teologia cattolico-cristiana dell'Università di Berna.
Durante la seconda sessione del Sinodo nazionale cattolico-cristiano svizzero del 7-8 giugno 1876 fu eletto primo vescovo della Chiesa cattolica cristiana svizzera, e il 18 settembre dello stesso anno fu consacrato a Rheinfelden dal vescovo tedesco Joseph Hubert Reinkens. In seguito alla consacrazione ricevuta, il 6 dicembre 1876 fu ufficialmente scomunicato e anatemizzato da papa Pio IX. Durante lo stesso anno era stato nominato dottore honoris causa presso l'Università di Berna.
Nel 1884 lasciò l'incarico di parroco e divenne per un anno rettore dell'Università di Berna.
Nel 1889 fu uno dei firmatari della Dichiarazione di Utrecht.
Durante il suo lungo episcopato, il vescovo Herzog si dedicò a consolidare la Chiesa cattolica cristiana e strinse relazioni con le Chiese anglicana e ortodossa.

## Pubblicazioni scelte
- Über Religionsfreiheit in der helvetischen Republik (Sulla libertà religiosa nella Repubblica elvetica); (1884)
- Leo XIII. als Retter der gesellschaftlichen Ordnung (Leone XIII salvatore dell'ordine sociale); (1888)
- Beiträge zur Vorgeschichte der christkatholischen Kirche der Schweiz (Contributi alla storia della Chiesa cattolica cristiana svizzera); (1896)
- Predigten und Hirtenbriefe (Sermoni e lettere pastorali), (1886-1901, tre volumi)

## Genealogia episcopale
La genealogia episcopale è:
CHIESA CATTOLICA
- Cardinale Scipione Rebiba
- Cardinale Giulio Antonio Santori
- Cardinale Girolamo Bernerio, O.P.
- Arcivescovo Galeazzo Sanvitale
- Cardinale Ludovico Ludovisi
- Cardinale Luigi Caetani
- Vescovo Giovanni Battista Scanaroli
- Cardinale Antonio Barberini iuniore
- Arcivescovo Charles-Maurice le Tellier
- Vescovo Jacques Bénigne Bossuet
- Vescovo Jacques de Goyon de Matignon
- Vescovo Dominique Marie Varlet

CHIESA ROMANO-CATTOLICA OLANDESE DEL CLERO VETERO EPISCOPALE
- Arcivescovo Petrus Johannes Meindaerts
- Vescovo Johannes van Stiphout
- Arcivescovo Walter van Nieuwenhuisen
- Vescovo Adrian Jan Broekman
- Arcivescovo Jan van Rhijn
- Vescovo Gisbert van Jong
- Arcivescovo Willibrord van Os
- Vescovo Jan Bon
- Arcivescovo Johannes van Santen

CHIESA VETERO-CATTOLICA
- Vescovo Hermann Heykamp
- Vescovo Joseph Hubert Reinkens
- Vescovo Eduard Herzog

## Collegamenti
- Vetero-cattolicesimo